# Torenfort aan de Ossenmarkt
Het Torenfort aan de Ossenmarkt is een torenfort in Weesp in de provincie Noord-Holland.

## Beschrijving
Het fort aan de oostkant van de vestingstad Weesp werd in 1861 voltooid en maakte met Weesp deel uit van de Nieuwe Hollandse Waterlinie. De bouw heeft ongeveer twee jaar geduurd. Vanaf 1892 maakte het fort deel uit van de Stelling van Amsterdam.
Het is een van de laatste torenforten waarmee de waterlinie werd versterkt. Het in baksteen uitgevoerde torenfort telt twee bouwlagen. Het is rond met een diameter van ongeveer 34 meter en met een halfrond uitgebouwd trappenhuis bij de ingang. De muren zijn ongeveer 1,8 meter dik. Op het dak stond oorspronkelijk een geschutsbatterij.
Het gebouw telt twee verdiepingen. De hoofdingang komt uit op de begane grond en er is een kelder die via twee trappen is te bereiken. Het vloerplan van beide verdiepingen is redelijk identiek, met kamers aan de buitenmuur, een gang die helemaal rondloopt en vier kamers in het centrum zonder buitenlicht. Alle kamers aan de buitenzijde zijn voorzien van schietgaten voor handvuurwapens en kanonnen. Op de begane grond zijn de vertrekken voor de manschappen, de commandant, de wacht en aan de binnenzijde magazijnen voor het kruit en projectielen. In de kelder was de bakkerij, de keuken en een waterbak, naast meer kamers voor de manschappen, de officieren en onderofficieren. Op de begane grond verbleven 15 manschappen per vertrek en in de kelder varieerde dit van 10 tot 15 man.
Met de komst van de brisantgranaat was het fort met gemetselde muren niet meer bomvrij. Om het fort beter te beschermen tegen nieuwe, zwaardere en trefzekerder kanonnen werd in 1876 de gracht gedempt. Het fort werd aan de oostzijde versterkt met een zware aarden dekkingswal, die van het eigenlijke fortgebouw gescheiden was door een gang en muur: de contrescarpgalerij. Het geschut op het dak verdween en hiervoor kwam in de plaats een dikke zandlaag.
Het fort, waartoe ook de bewaard gebleven houten genieloods behoorde, is twee keer in staat van verdediging gebracht: tijdens de mobilisaties van 1870-1871 (Frans-Duitse Oorlog) en 1914-1918 (Eerste Wereldoorlog). Bij volledige bezetting bood het fort onderdak aan 232 manschappen.

## Herbestemming
Na de Tweede Wereldoorlog verloor het fort zijn verdedigingsfunctie. Vanaf 1985 werd het opgeknapt en geschikt gemaakt voor vreedzaam hergebruik. De aarden dekkingswal werd afgegraven en de gracht en brug werden hersteld. In Fort aan de Ossenmarkt, dat in 1992 feestelijk werd heropend, zijn onder andere de Kreatieve Groep Weesp, een muziekschool en de Historische Kring Weesp gevestigd. In de genieloods uit 1877 is nu een expositieruimte.

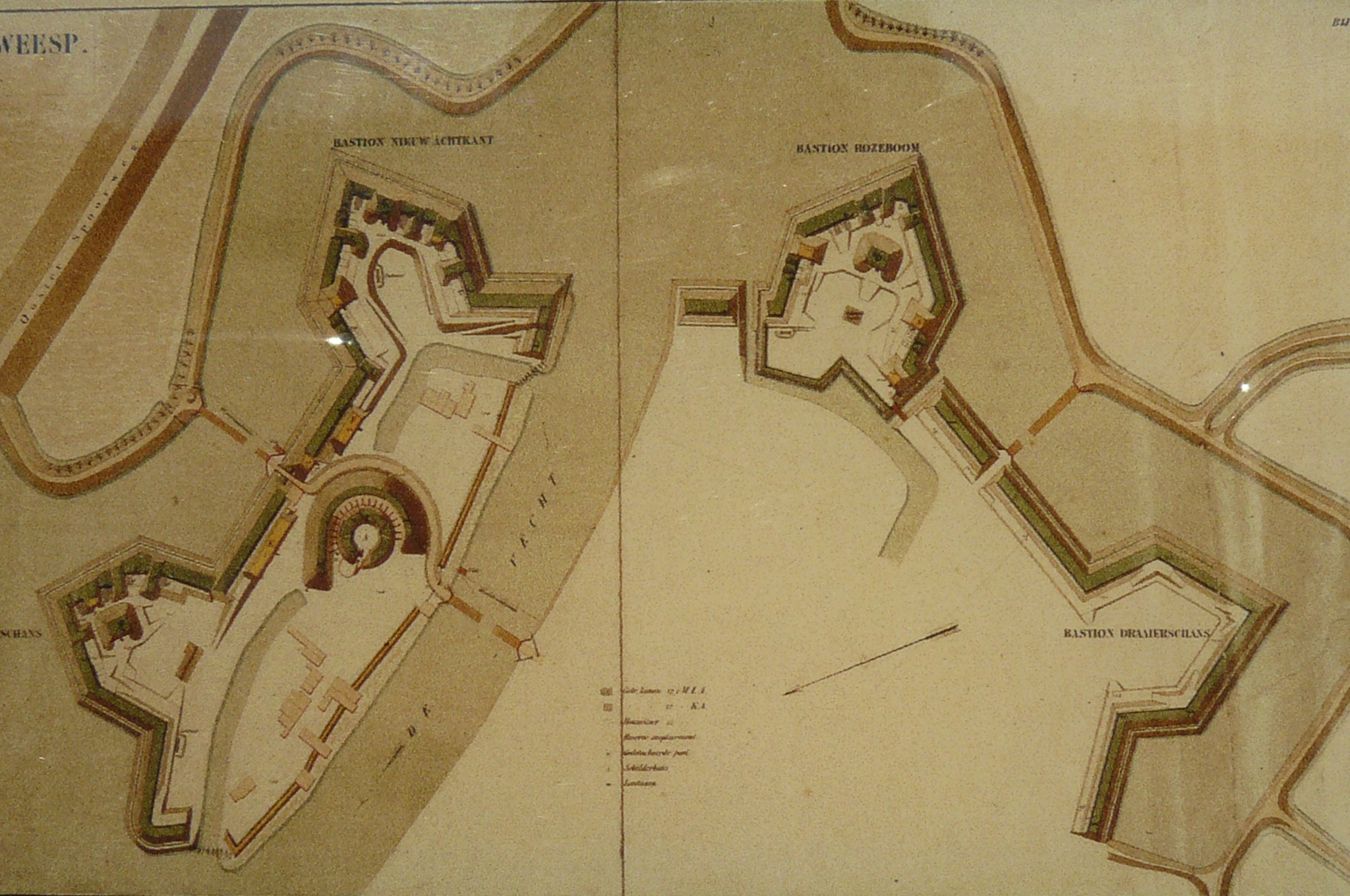
Kaart met verdedigingswerken van Weesp na 1876, met van links naar rechts de bastions Bakkeschans, Nieuw Achtkant, Roozeboom en Draaierschans
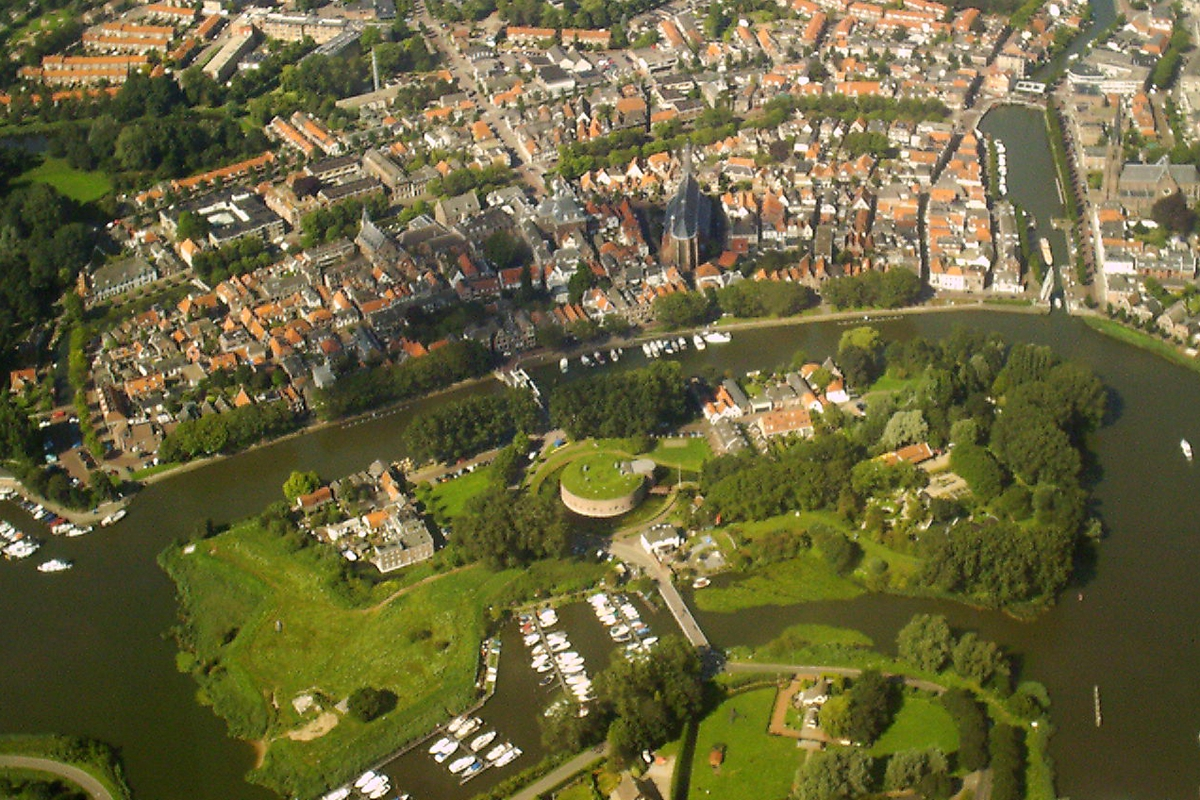
Luchtfoto actuele situatie
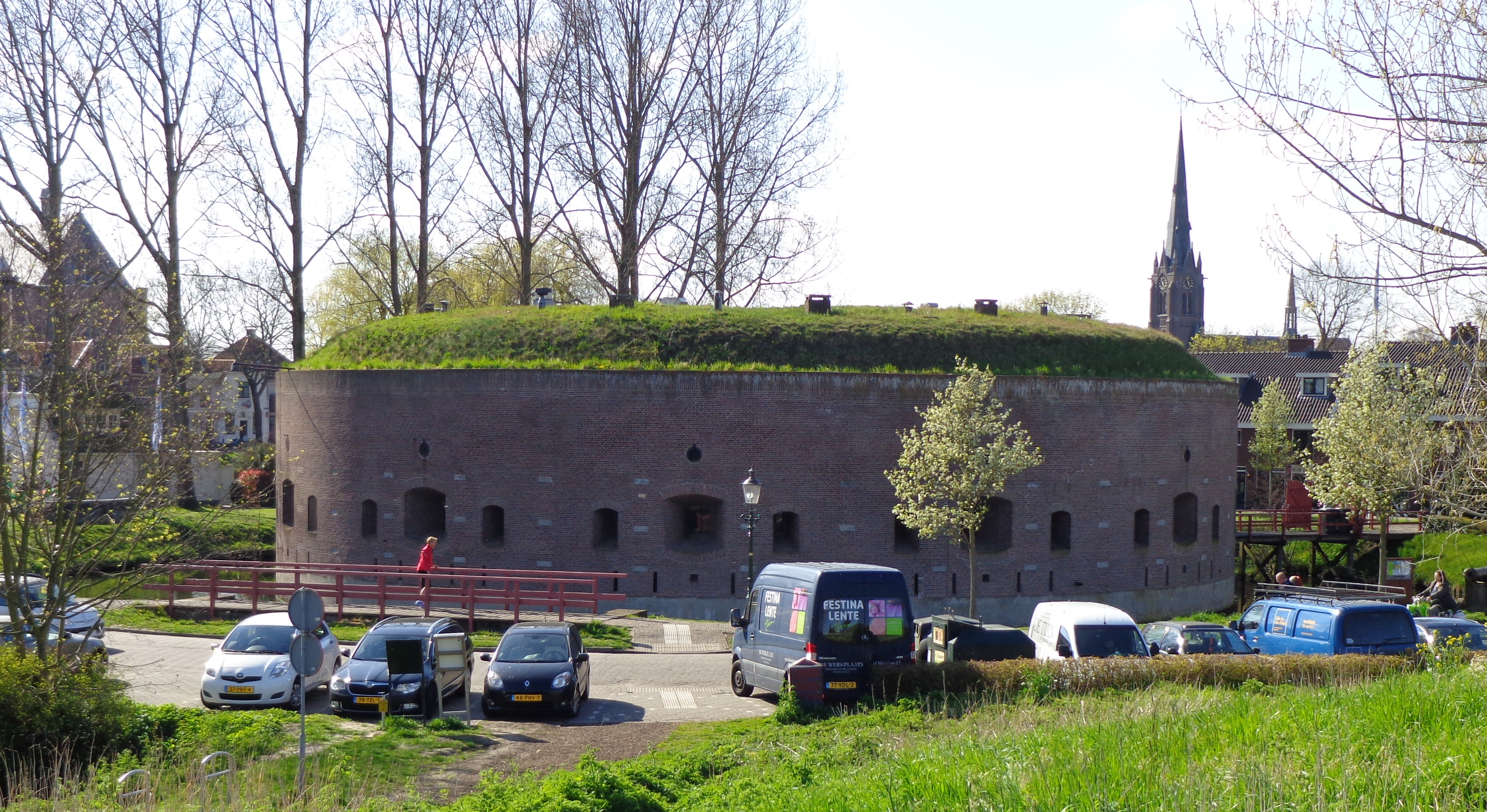
Torenfort bezien vanaf bastion Nieuw Achtkant
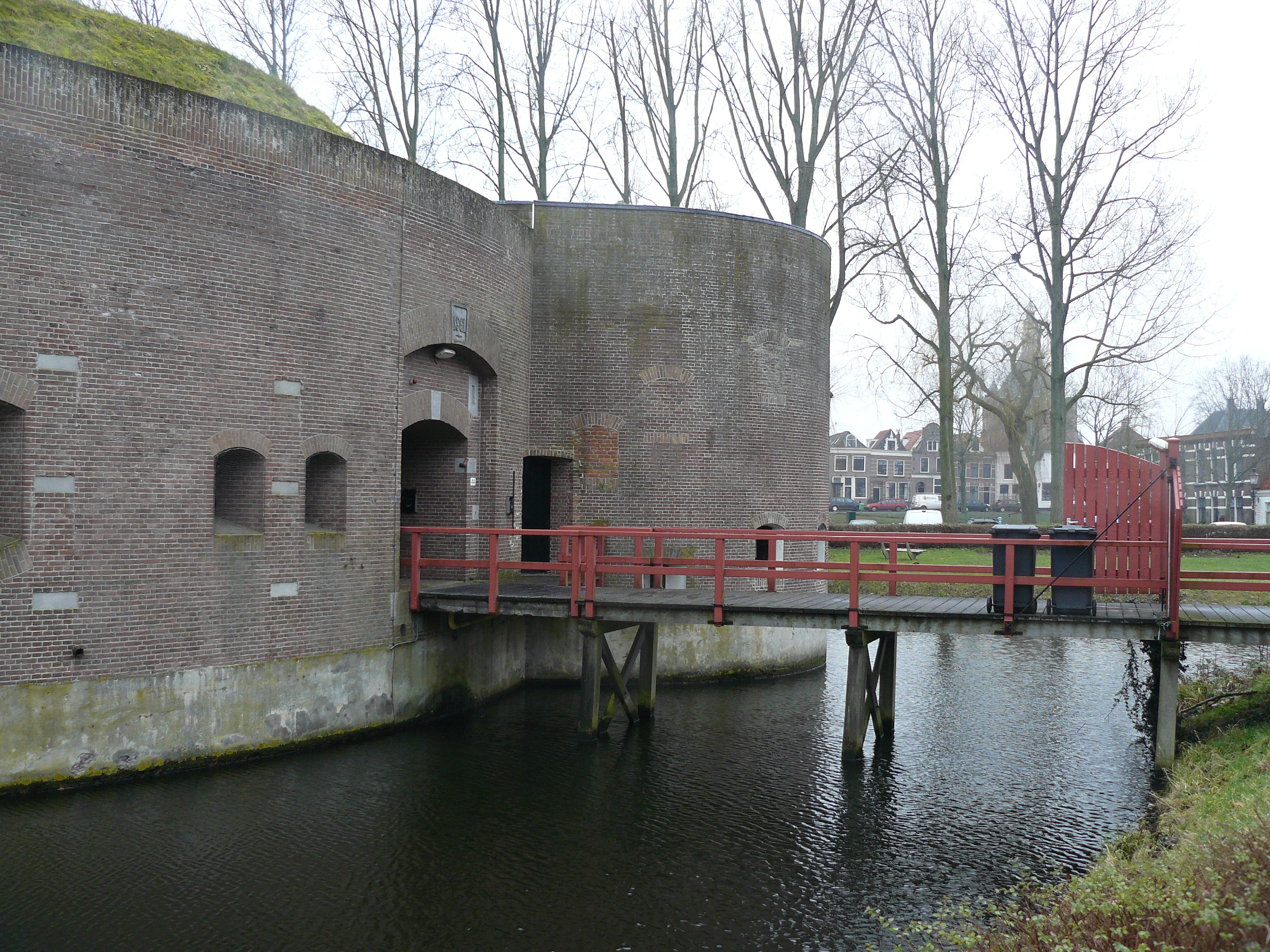
De ingang van het fort met brug
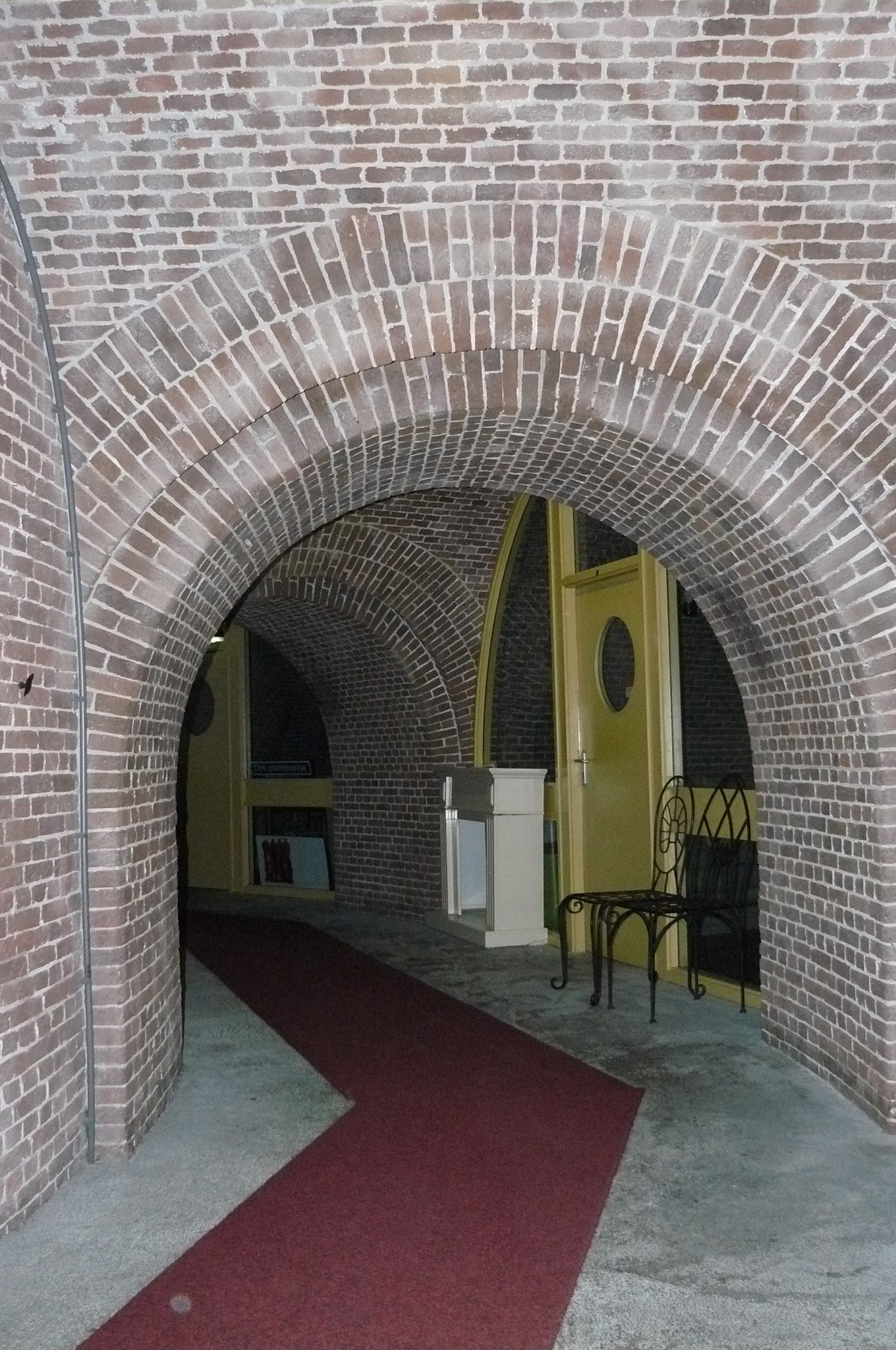
Deel van de gang in het torenfort